# Petricolaria donnae
Petricolaria donnae is een tweekleppigensoort uit de familie van de Veneridae. De wetenschappelijke naam van de soort is voor het eerst geldig gepubliceerd in 1998 door Petuch.